# Sara Stridsberg
Sara Stridsberg (n. 1972 , Solna, Suécia) é uma escritora e dramaturga sueca.

## Academia Sueca
Sara Stridsberg ocupou a partir de dezembro de 2016 a cadeira 13 da Academia Sueca, sucedendo a Gunnel Vallquist. Renunciou à mesma cadeira em abril de 2018, na sequência da crise de 2017-2018.